# النزاع على تسمية مقدونيا

التقسيم الجغرافي والسياسي لـمقدونيا
مقدونيا اليونانية
مقدونيا الشمالية

كان استخدام اسم الدولة "مقدونيا" موضع نزاع بين اليونان وجمهورية مقدونيا (التي أصبحت الآن مقدونيا الشمالية) بين عامي 1991 و2019. وقد كان هذا النزاع مصدراً لعدم الاستقرار في البلقان الغربي لمدة 25 عاماً. وتمت تسويته من خلال مفاوضات بين البلدين بوساطة الأمم المتحدة، مما أسفر عن اتفاق بريسبا، الذي وُقّع في 17 يونيو 2018. ومن بين خلفياته نزاع متعدد الأبعاد في أوائل القرن العشرين وصراع مسلح كان جزءاً من خلفية حروب البلقان. وعلى الرغم من أن النزاع المحدد حول التسمية كان قائماً في العلاقات اليوغوسلافية اليونانية منذ الحرب العالمية الثانية، فقد تأجّج بعد تفكك يوغوسلافيا واستقلال جمهورية مقدونيا الاشتراكية في عام 1991. ومنذ ذلك الحين، كان النزاع مستمراً في العلاقات الثنائية والدولية حتى تمت تسويته باتفاق بريسبا في يونيو 2018، والتصديق اللاحق عليه من قبل برلماني مقدونيا واليونان في أواخر 2018 وأوائل 2019 على التوالي، وإعادة التسمية الرسمية لمقدونيا إلى مقدونيا الشمالية في فبراير 2019.
نشأ النزاع من الغموض في التسمية بين جمهورية مقدونيا، والمنطقة اليونانية المجاورة المسماة مقدونيا، ومملكة مقدونيا اليونانية القديمة. واستناداً إلى مخاوف تاريخية وتوسعية، عارضت اليونان استخدام اسم "مقدونيا" دون توصيف جغرافي مثل "مقدونيا الشمالية" لاستخدامه "من قبل الجميع... ولجميع الأغراض". ونظراً لأن جزءاً كبيراً من اليونانيين العرقيين يعرّفون أنفسهم بأنهم مقدونيون ولا يرون أنفسهم على صلة بـالمقدونيين ذوي الأصل العرقي، فقد اعترضت اليونان أيضاً على استخدام مصطلح "مقدوني" للإشارة إلى أكبر مجموعة عرقية في الدولة المجاورة واللغة المقدونية. وقد اتهمت اليونان مقدونيا الشمالية بـتبنّي رموز وشخصيات تُعدّ تاريخياً جزءاً من الثقافة اليونانية مثل شمس فرجينيا والإسكندر الأكبر، وبترويج مفهوم مقدونيا الموحدة التوسعي، الذي يتضمن مطالب إقليمية تجاه اليونان وبلغاريا وألبانيا وصربيا.
تصاعد النزاع إلى أعلى مستويات الوساطة الدولية، وشهد العديد من المحاولات لتحقيق تسوية. ففي عام 1995، أقام البلدان علاقات ثنائية رسمية والتزما ببدء مفاوضات بشأن مسألة التسمية، تحت رعاية الأمم المتحدة. وحتى إيجاد حل، استُخدم الاسم المؤقت "جمهورية مقدونيا اليوغوسلافية السابقة" (FYROM) من قبل العديد من المنظمات والدول الدولية. ووافقت الدول الأعضاء في الأمم المتحدة، والأمم المتحدة ذاتها، على قبول أي اسم ينتج عن مفاوضات ناجحة بين البلدين. وقد مثّل الطرفين السفيرين فاسكو ناوموفسكي وآدامانتيوس فاسيلاكس، تحت وساطة ماثيو نيميتز، الذي عمل على القضية منذ عام 1994.
في 12 يونيو 2018، تم التوصّل إلى اتفاق. وأُجري استفتاء في مقدونيا في 30 سبتمبر 2018، حيث صوّت الناخبون بأغلبية ساحقة لصالح الانضمام إلى الاتحاد الأوروبي والناتو من خلال قبول اتفاق بريسبا. ومع ذلك، فإن نسبة الإقبال على التصويت كانت أقل بكثير من الحد الأدنى البالغ 50٪ اللازم لاعتماد النتيجة. ولذلك، كان لا بد من أن يصادق برلمان مقدونيا على الاتفاق بأغلبية الثلثين. وبعد أن صادق عليه الطرفان، دخل الاتفاق حيز التنفيذ في 12 فبراير 2019. وفي 27 مارس 2020، أصبحت مقدونيا الشمالية العضو الثلاثين في الناتو.